# Лоньгари
45°30′ пн. ш. 15°22′ сх. д. / 45.50° пн. ш. 15.36° сх. д.
Лоньгари (хорв. Lonjgari) — населений пункт у Хорватії, у Карловацькій жупанії у складі громади Нетретич.

## Населення
Населення за даними перепису 2011 року становило 2 осіб.
Динаміка чисельності населення поселення: